# Angaria delphinus
Angaria delphinus är en snäckart som först beskrevs av Carl von Linné 1758.  Angaria delphinus ingår i släktet Angaria och familjen turbinsnäckor. Inga underarter finns listade i Catalogue of Life.

## Bildgalleri

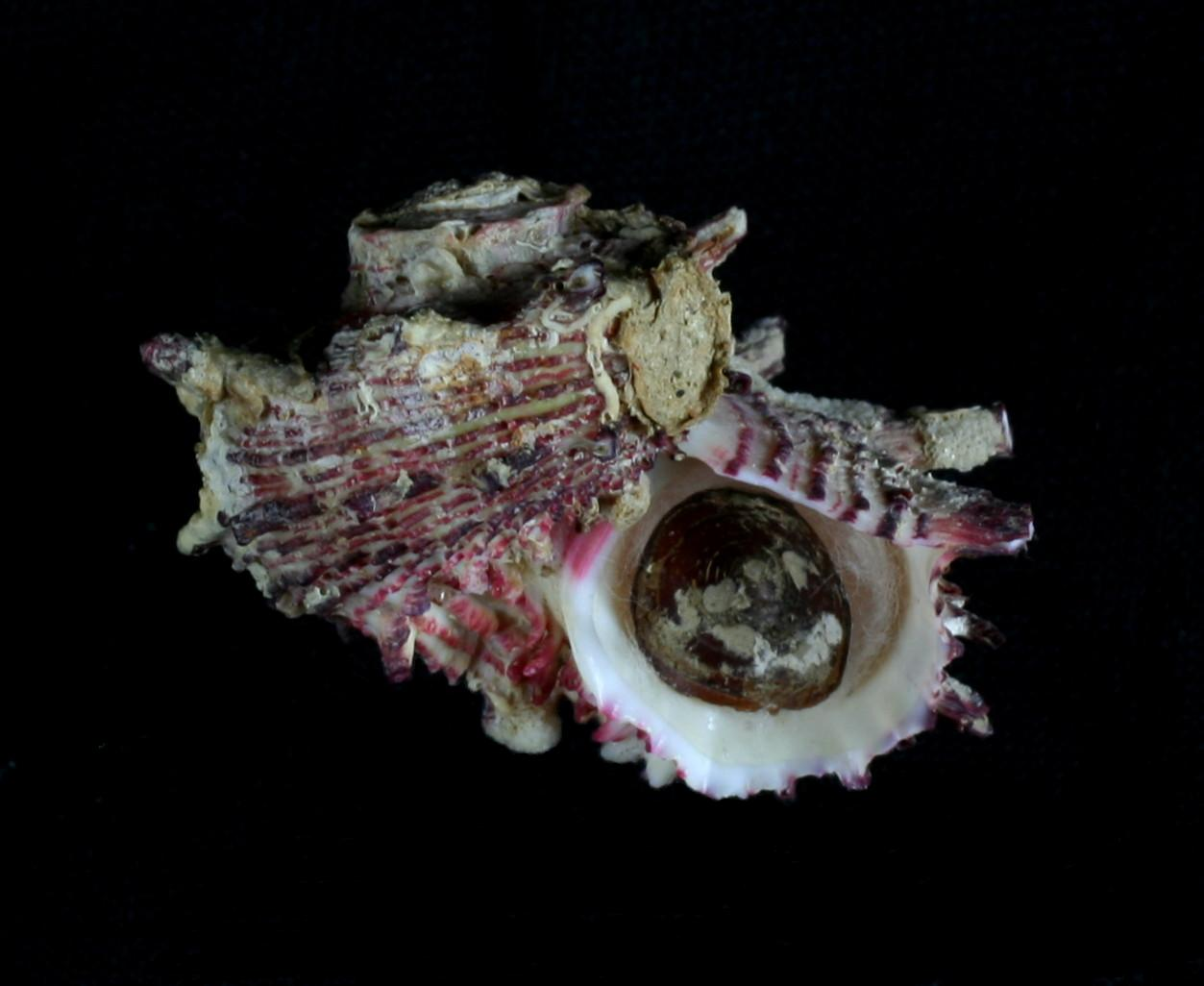
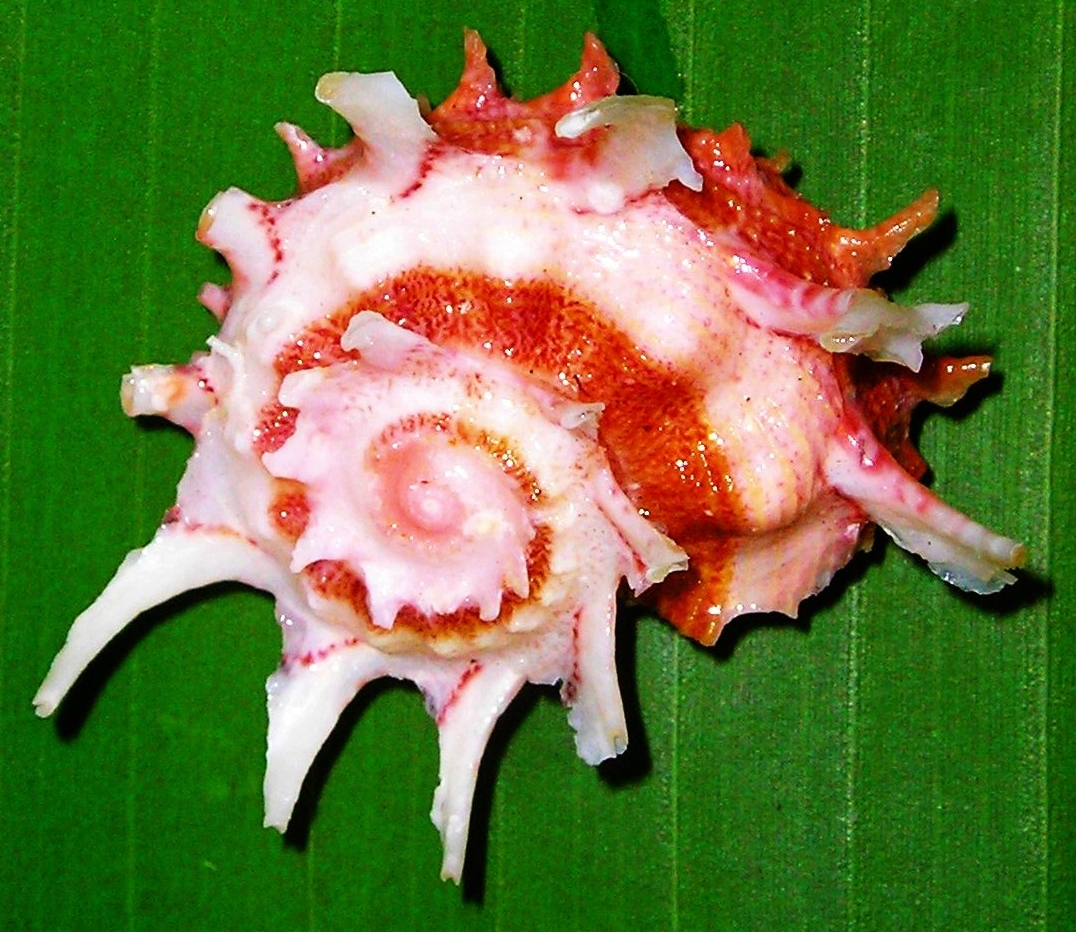